# Lykaon

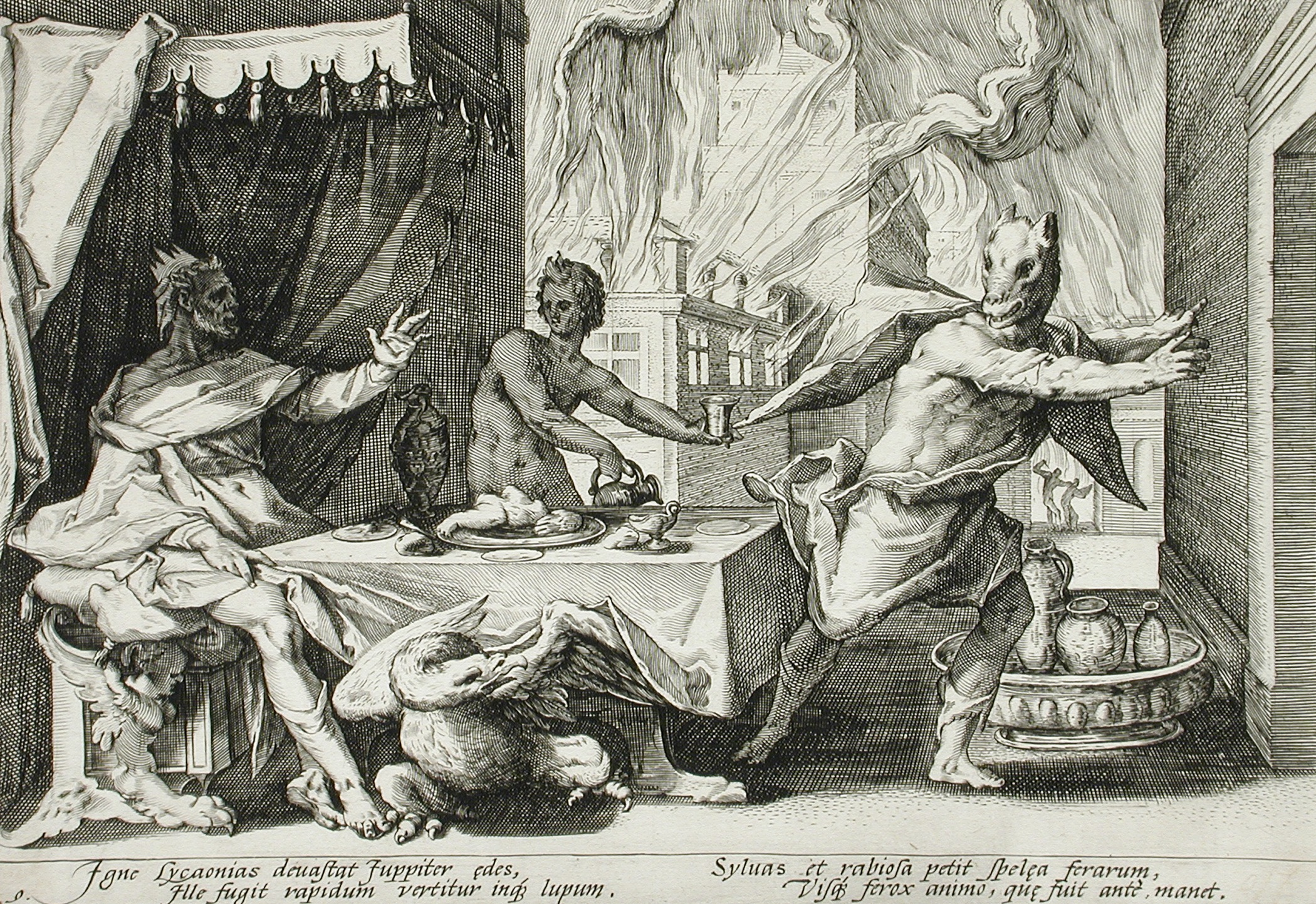
Zeus förvandlar Lykaon till varg, gravyr av Hendrick Goltzius

Lykaon var enligt grekisk mytologi en kung i Arkadien och son till Pelasgos och Meliboia eller Kyllene. Enligt en myt förvandlades han av guden Zeus till en varg efter att ha dödat sin egen son och försökt få guden att äta av denne för att testa gudens allvetande.
Sagan om Lykaon har bland annat behandlats av Ovidius i hans Metamorfoser.
Lykaon hade enligt myten 50 söner och åtminstone tre döttrar. Bland döttrarna fanns Kallisto, och bland sönerna Pandaros.